# Adelchi (Manzoni)
L’Adelchi è una tragedia di Alessandro Manzoni, pubblicata per la prima volta nel 1822. Narra le vicende di Adelchi, figlio dell'ultimo re dei Longobardi, Desiderio, che si svolgono tra il 772 e il 774, anno della caduta del regno longobardo per opera di Carlo Magno, anch'egli protagonista della tragedia.
Manzoni cominciò a scrivere l'Adelchi il 4 novembre 1820, nel periodo in cui Vincenzo Ferrario stampava l'altra tragedia di Manzoni, Il Conte di Carmagnola. La nuova tragedia venne terminata un anno più tardi, il 21 settembre 1821, esclusi i due cori, di poco successivi. Nell'ottobre 1822 l'opera fu pubblicata sempre per i tipi del Ferrario.

## Trama
La principessa Longobarda Ermengarda, figlia del re Desiderio e moglie di Carlo Magno, re dei Franchi, viene ripudiata come sposa da quest'ultimo per ragioni politiche. Infatti re Desiderio, il "nobile di Brescia" si era spinto a minacciare papa Adriano I. Questi aveva chiesto l'appoggio di Carlo Magno, che aveva risposto spezzando i rapporti con il ripudio. Per vendicarsi, Desiderio decide di far incoronare dal Papa i figli di Carlomanno (fratello deceduto di Carlo Magno), rifugiatisi presso di lui. Carlo Magno manda un ultimatum a Desiderio, il quale rifiuta e gli dichiara guerra. Subito i duchi longobardi, in particolare Svarto, iniziano a tramare per tradire Desiderio. Il diacono Martino mostra all'esercito di Carlo una strada per oltrepassare le Alpi.
Grazie al tradimento dei duchi longobardi, che si arrendono a lui, l'esercito di Carlo Magno avanza verso Pavia, capitale del regno Longobardo. Adelchi si confida con l'amico Anfrido: la guerra è contro il suo ideale di giustizia e umanità ma combatte lo stesso perché è costretto. Ermengarda, che si era rifugiata presso la sorella Ansberga (Anselperga) che era badessa nel monastero di San Salvatore a Brescia, viene a conoscenza delle nuove nozze di Carlo Magno e, in preda al delirio, muore. Sempre grazie all'aiuto di traditori, Carlo Magno riesce a conquistare Pavia e a fare prigioniero Desiderio. La storia si chiude nel campo di Carlo con la morte dell'eroe, Adelchi, che chiede a Dio di accogliere la sua anima stanca.

## Commento
Adelchi è una tragedia manzoniana che mette in scena la caduta del regno longobardo in Italia ad opera dei Franchi nell'VIII secolo. Il significato profondo della figura di Adelchi e del suo dialogo con il padre è importante e allo stesso tempo innovativo: riflette infatti sul fatto che anche loro, prima di essere stati sconfitti da Carlo e dai Franchi, si erano dovuti imporre su altre popolazioni: in parole povere riflette sulla ciclicità della storia, e da ciò ne consegue un miglioramento sul piano morale del personaggio. In quest'opera Manzoni inizia a sviluppare il tema della Divina Provvidenza che sarà poi fulcro tematico de I promessi sposi. 
Particolare attenzione è riservata alla gente latina, quel «volgo disperso che nome non ha» che osserva la lotta tra Franchi e Longobardi illudendosi di vedere la propria liberazione. Questo volgo rappresenta il popolo italiano all'epoca in cui Manzoni scrive, dopo la delusione dei moti del 1820-21 contro la dominazione austriaca.
Qui la storia è contemplata attraverso il dramma interiore dei protagonisti, sublimato in una visione religiosa della vita. Adelchi ed Ermengarda sono spiriti ricchi di contrasti fra ideali e sentimenti (la pace e la gloria per il primo, l'amore ancora vivo del marito per la seconda). Adelchi, in particolare, incarna sia il guerriero antico che l'eroe romantico. Nelle tragedie manzoniane incontriamo due categorie di personaggi. I primi hanno un concreto senso della realtà e sono capaci di agire, restando insensibili alle voci del cuore, i secondi invece vivono per alti e nobili ideali, comprendono le angosce e sofferenze degli altri e trovano solo nella morte la piena realizzazione della loro complessa e travagliata personalità. Le due serie di personaggi rappresentano le due esigenze spirituali che Manzoni non è riuscito ancora a conciliare. La validità superiore degli ideali nei confronti degli egoismi e, insieme, l'incapacità di realizzarli. Nello scrittore è rimasto qualche residuo di giansenismo: Adelchi, prima di morire, dirà che sulla terra "non resta che far torto o patirlo". Si tratta del tipico pessimismo giansenistico, a cui si può opporre una concezione provvidenziale del dolore (la sofferenza è un dono di Dio poiché prova che non si è fatto il male). Il vero superamento si avrà quando approderà ad un cristianesimo attivo ed eroico mostrando che il bene si può fare pure tra dolori e sacrifici.
Luigi Russo parla di una "diffusa tenerezza elegiaca in tutta la tragedia" , "il momento più acuto del giansenismo teologico, che sparirà nel romanzo, dove rimarrà giansenismo morale, atteggiamento rigoristico e satirico di confessore d'anime". Il critico aggiunge che questa tragedia è percorsa " da questo sentimento tenero, ineffabile, patetico della Grazia; di quella Grazia che si concede non a tutti, ma solo da alcuni privilegiati".

## La figura di Ermengarda
Quella di Ermengarda non era una sorte rara: in epoca medievale i matrimoni rispondevano spesso a logiche politiche e diplomatiche, che nulla avevano a che fare con l'amore romantico.
Ermengarda, però, viene descritta da Manzoni come una donna sinceramente innamorata, disperata per essere stata abbandonata dallo sposo che amava e che, entrato in guerra con i Longobardi, l'ha ripudiata e si è unito in matrimonio con un'altra donna.
Nel secondo coro, che inizia con i versi divenuti famosi:
Manzoni descrive la tragica fine della dolce e fragile Ermengarda che, incapace di sopportare le sue pene e il suo destino avverso, mentre il padre Desiderio ed il fratello Adelchi combattono disperatamente contro Carlo, cade in un delirio che la porta alla morte.
Una lotta durissima con i propri affetti redime nella sofferenza la principessa longobarda (la provida sventura, la sventura dono della Provvidenza). Ermengarda, per poter morire serenamente, deve innalzarsi dall'amore terreno all'amore celeste, offrendo a Dio il proprio tormento. Luigi Russo scrive: "in questo secondo Coro poi è già visibile (ma non manca neanche nel primo), lo schema, caro alla musa manzoniana, dove la rappresentazione lirica si alterna con la meditazione morale (le riflessioni sulla provida sventura) e la fede parenetica finale ("Dalle squarciate nuvole.....): preannunzio sistematico della complessa ispirazione del poeta nel romanzo, e che già ha avuto notevoli presentimenti nell'opera dell'innografo e del tragediografo".

## IlDiscorso sopra alcuni punti della storia Longobardica in Italia
Manzoni intende dimostrare in quest'opera l'interna debolezza del regno longobardo e in particolare la mancata fusione tra Longobardi e Romanici con l'intento di giustificare l'operato dei papi che chiamano in Italia i Franchi. Il Discorso nasce nell'ambito della storiografia neoguelfa ottocentesca e tende a dimostrare il ruolo positivo del papato nella storia politica italiana. Il testo, recante il titolo Discorso sopra alcuni punti della storia longobardica in Italia, fu pubblicato assieme alle Notizie storiche e alla tragedia in un volume unico, nell'editio princeps del 1822. Manzoni attese al «petit travail historique» subito dopo aver trascorso un anno a Parigi. Nella capitale francese lo scrittore era entrato in contatto con vari pensatori, e in particolare con lo storico Augustin Thierry, il cui influsso pare evidente in questa «voluminosa, pesante, ma indispensabile zavorra di prosa storica».
Riprendendo un concetto caro alla storiografia di Thierry, infatti, Manzoni arrivava a negare l'integrazione tra popoli conquistatori e conquistati, ponendosi quindi in disaccordo con le idee di Machiavelli, Muratori e Giannone, che avevano notato un avvio di fusione tra Longobardi e Latini, ravvisandovi un principio di unità nazionale italiana. Lo scritto manzoniano compariva anche nella seconda edizione, quella del 1845, corredato da due Appendici e con un titolo leggermente diverso (Discorso sopra alcuni punti della storia Longobardica in Italia).
L'opera di ricerca storica attuata per l'Adelchi è maggiore di quella attuata per il Carmagnola. Anche il periodo storico è più lontano (il VIII secolo contro il Quattrocento). Il rinnovato interesse per la scientificità della ricostruzione storica è quello che lo farà approdare all'esperienza del suo romanzo.